# سیم‌گلف
سیم‌گلف (به انگلیسی: SimGolf) یک بازی رایانه‌ای منتشر شده توسط شرکت ماکسیس سافتویر است. این بازی در تاریخ ۱۹۹۶ عرضه شده و سازنده آن ماکسیس سافتویر است.